# Fredrik Björnander
Fredrik Björnander är en svensk före detta professionell thaiboxare ursprungligen från Halmstad. Björnander tävlade för klubben Fighter Muay Thai och har tidigare representerat Halmstad MT och RenYi från Umeå. Björnander är känd för sin beräknande och aggressiva fight-stil där flera av hans knock outs har kommit via spark- och knätekniker mot huvudet. Utanför idrotten undervisar Björnander i juridik och ekonomi i Göteborg sedan 2013.
Bjrönanders fighting Record är 26-4-0, (26 vinster, 4 förluster, 0 oavgjorda). 7 av Björnanders vinster är via knock out.
2011 vann Björnander silver i SM. Sedan dess har han tävlat professionellt och representerat Fighter Muay Thai nationellt och internationellt i flera år tills han 2015 blev vann guld i SM och även tog hem den tunga titeln i WKN Kickboxning som Interkontinental mästare.
Björnander innehar även den norska titel "Rising Star", som han tog från den tidigare obesegrade mästare Mindaugas Gedimas.
Björnander har representerat Sverige i landskampssammanhang .